# Dr. Cándido Pérez, señoras
Dr. Cándido Pérez, señoras es una película argentina, estrenada el 15 de noviembre de 1962 y dirigida por Emilio Vieyra, sobre un guion de Abel Santa Cruz, que también inspiró una obra teatral y una serie de televisión emitida ese mismo año por Canal 13, que fue el programa de mayor audiencia de esa temporada. En todos los casos, sus protagonistas estelares fueron Juan Carlos Thorry, Julia Sandoval, Teresa Blasco y Eduardo Muñoz.

## Sinopsis
Un médico se siente obligado a engañar a su esposa para no quedar mal con un amigo.

## Reparto
- Juan Carlos Thorry ... Dr Cándido Pérez
- Julia Sandoval ... Silvina
- Teresa Blasco ... Claudia
- Eduardo Muñoz ... Ing. Farías "Cocolo"
- Amadeo Novoa ... Horacio Acuña
- Ámbar La Fox
- Los hermanos Rigual
- Mariángeles ... Quilita Pérez
- Cristina Gaymar ... Doña Cata
- Rosángela Balbo
- Renée Oliver
- Alberto Barcel ... Comisario
- Blanca Tapia
- Jorge Acuña
- Adolfo García Grau ... Cabo de policía
- Lía Rosa ... Nieta de Pérez
- Mario Savino ... Portero de "La Linterna de París"
- Celia Geraldy ... Mujer obesa en "La Linterna de París"
- Carmen Morales ... Martha
- Jorge Monteagudo ... César
- Roberto Blanco ... Hombre ebrio en "La Linterna de París"

## Adaptaciones en México
- El Canal de las Estrellas, inspirado en esta comedia, realizó una serie entre 1987 y 1993 titulada Dr. Cándido Pérez, producida y protagonizada por Jorge Ortiz de Pinedo junto a Nuria Bages, Alejandra Meyer, Guadalupe Vázquez y María Luisa Alcalá.
- También se produjeron dos películas tituladas Cándido Pérez, especialista en señoras en 1991 y Cándido de día, Pérez de noche en 1992, donde los mismos personajes eran llevados a situaciones cómicas.

## Comentarios
King opinó:

”Como en los tiempos que corren no es aspiración menuda ponernos de buen humor….aceptemos como valedero el propósito del film…fácil resulta vaticinarle éxito en razón de su innegable eficacia cómica.”

En Correo de la Tarde dijo Jorge Miguel Couselo:

”La acción…se mueve entre la ñoñería y el chiste prefabricado, con situaciones reiterativas, con diálogos radiotelefónicos, retaceado gusto, situaciones primariamente teatrales y una incursión emotiva que no convence.”